# جی. رابرت اوپنهایمر
جولیوس رابرت اوپنهایمر (انگلیسی: Julius Robert Oppenheimer؛ ۲۲ آوریل ۱۹۰۴ – ۱۸ فوریهٔ ۱۹۶۷) فیزیک‌دان نظری آمریکایی بود. او هنگام جنگ جهانی دوم رئیس آزمایشگاه لُس‌آلاموس بود و به‌سبب نقشش در پروژهٔ منهتن که در جنگ جهانی دوم به ساخت نخستین جنگ‌افزارهای هسته‌ای انجامید اغلب «پدر بمب اتمی» لقب گرفته‌است.
اوپنهایمر در دانشگاه هاروارد تحصیل کرد و در ۱۹۲۵، مدرک کارشناسی شیمی گرفت. سپس در دانشگاه کمبریج و پس‌ازآن در دانشگاه گوتینگن در رشته فیزیک تحصیل کرد و در ۱۹۲۷ از آن‌جا دکترا گرفت. او در دانشگاه کالیفرنیا، برکلی و مؤسسه فناوری کالیفرنیا سمت‌های دانشگاهی داشت و نقش به‌سزایی در فیزیک نظری از جمله در مکانیک کوانتومی و فیزیک هسته‌ای ایفا نمود. در جنگ جهانی دوم، او برای کار در پروژهٔ منهتن استخدام شد و  در ۱۹۴۳، مدیر آزمایشگاه لُس‌آلاموس در نیومکزیکو شد و در زمینه توسعه جنگ‌افزار هسته‌ای کار کرد. او از جمله نخستین شاهدان آزمایش ترینیتی بود که در آن نخستین بمب اتمی در ۱۶ ژوئیه ۱۹۴۵ با موفقیت منفجر شد. او سپس گفت که هنگام این انفجار به‌یاد قطعه‌ای از بهگود گیتا افتاده که گفته: «خودِ مرگ شده‌ام، ویران‌گر دنیاها.» در اوت ۱۹۴۵ از بمب اتمی برای بمباران اتمی هیروشیما و ناکازاکی استفاده شد.
اوپنهایمر پس از پایان جنگ، رئیس کمیتهٔ مشاوره عمومی کمیسیون تازه‌تأسیس انرژی اتمی ایالات متحده آمریکا شد. او به‌منظور کنترل بین‌المللی انرژی هسته‌ای و در راستای جلوگیری از گسترش سلاح‌های هسته‌ای و مسابقه تسلیحات هسته‌ای با اتحاد جماهیر شوروی تلاش بسیاری کرد. در خلال بحث دولتی در سال‌های ۱۹۴۹ تا ۱۹۵۰ او با توسعهٔ بمب هیدروژنی مخالفت کرد و دربارهٔ مسائل دفاعی موضع گرفت که خشم برخی جناح‌ها در دولت و ارتش ایالات متحده را برانگیخت. در دوره مک‌کارتیسم، موضع‌گیری‌های او در کنار ارتباطات گذشته‌اش با افراد و سازمان‌های وابسته به حزب کمونیست به لغو مجوز ورودش به جلسه‌ای بسیار بحث‌برانگیز در ۱۹۵۴ انجامید. او که از نفوذ مستقیم سیاسی برکنار ماند، به سخنرانی، نوشتن و فعالیت در فیزیک ادامه داد. ۹ سال بعد، رئیس‌جمهور جان اف. کندی، جایزهٔ انریکو فرمی را به او به‌منزلهٔ اعاده حیثیت اعطا کرد. در سال ۲۰۲۲ پنجاه و پنج سال پس از مرگش دولت ایالات متحده تصمیم سال ۱۹۵۴ را باطل و وفاداری اوپنهایمر را تصدیق کرد.
دستاوردهای اوپنهایمر در فیزیک، شامل تقریب بورن–اوپنهایمر برای توابع موج مولکولی، کار روی نظریه الکترون‌ها و پوزیترون‌ها، فرایند اوپنهایمر-فیلیپس در همجوشی هسته‌ای و نخستین پیش‌بینی تونل‌زنی کوانتومی است. همچنین او و دانش‌جویانش، سهم برجسته‌ای در نظریهٔ مدرن ستاره‌های نوترونی و سیاه‌چاله‌ها، و مکانیک کوانتومی، نظریهٔ میدان‌های کوانتومی و برهم‌کنش‌های پرتوهای کیهانی داشتند. به‌عنوان معلم و مروج علم، او را پایه‌گذار مکتب فیزیک نظری آمریکایی می‌دانند که در دههٔ ۱۹۳۰ به شهرت جهانی رسید. او پس‌از جنگ جهانی دوم، مدیر مؤسسهٔ مطالعات پیشرفته در پرینستون شد.

## زندگی
رابرت اوپنهایمر ۱۹۰۴ در خانواده‌ای آلمانی مهاجر در نیویورک-آمریکا زاده‌شد. پدرش،یک یهودی متولد آلمان و واردکننده ثروتمند لباس بود که ۱۸۸۸ از آلمان به آمریکا مهاجرت کرده‌بود. برادر کوچکش، فرانک اوپنهایمر نیز فیزیک‌دان بود.
اوپنهایمر به ادبیات انگلیسی، ادبیات فرانسه و کانی‌شناسی علاقه داشت. در دانشگاه هاروارد شیمی خواند و آنجا با گذراندن درسی درباره ترمودینامیک که پرسی بریجمن آن‌ را درس می‌داد به فیزیک تجربی علاقه‌مند شد. او از هاروارد با درجه ممتاز فارغ‌التحصیل شد. سپس برای ادامه تحصیل به کمبریج رفت و آنجا با ارنست رادرفورد آشنا شد. در دانشگاه گوتینگن، زیرنظر ماکس بورن کار کرد و با ورنر هایزنبرگ، ولفگانگ پاولی، پاول دیراک، انریکو فرمی و ادوارد تلر دوست شد. اوپنهایمر در سال ۱۹۲۷ در گوتینگن زیرنظر ماکس بورن دکترا گرفت.
او تقریب بورن-اوپنهایمر را پیش نهاد که امروزه در فیزیک کوانتومی استفاده می‌شود. همچنین، در پیشنهاد معادله تولمن-اوپنهایمر-ولکوف نیز نقش به‌سزایی داشت. پس از بازگشت از اروپا دانشیاری در دانشگاه برکلی و مؤسسه فناوری کالیفرنیا به او پیشنهاد شد و او از ۱۹۲۹ تا ۱۹۴۳ در این دو دانشگاه به تدریس و تحقیق پرداخت. او در جریان مک‌کارتیسم به اتهام ارتباط با شوروی؛ از ارکان سیاستگذاری اتمی ایالات متحده حذف شد گرچه بعدها توسط جان اف. کندی اعاده حیثیت گردید.

## پروژه منهتن

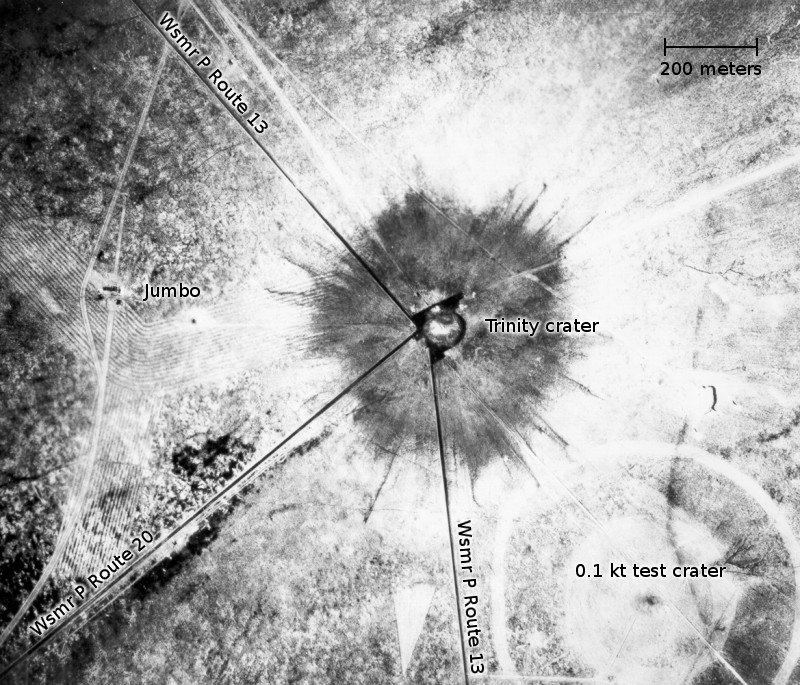
گودال ایجاد شده توسط انفجار بمب ترینیتی ۲۸ ساعت بعد از آزمایش

لزلی گراوز که از سوی ارتش آمریکا مدیر پروژه منهتن شده‌بود از دانشگاه‌های آمریکا بازدید کرد؛ از جمله با پژوهش‌های ارنست لارنس در برکلی که سیکلوترون را ابداع کرده‌بود آشنا شد. گراوز همچنین در برکلی با اوپنهایمر مصاحبه کرد و چون او را قابل و تیزفهم یافت مدیر علمی پروژه منهتن کرد. ارتش آمریکا و اف‌بی‌آی از سابقه چپ‌گرایانه اوپنهایمر آگاه بودند. اما با پافشاری گروز، از آن‌ها چشم پوشیدند. اوپنهایمر بین سال‌های ۱۹۴۳ تا ۱۹۴۵ پروژه منهتن را رهبری می‌کرد که هدف آن تولید بمب اتمی در لُس‌آلاموس در نیومکزیکوی آمریکا بود. 

## مؤسسه مطالعات پیشرفته
پس از پایان جنگ جهانی دوم، اوپنهایمر به کَلتک بازگشت اما در سال ۱۹۴۷ به پیشنهاد لویس استراوس، مدیر مؤسسه مطالعات پیشرفته شد و تا ۱۹۶۶ در آن‌جا ماند.

## لغو مجوز امنیتی
در سال ۱۹۵۴ در اوج دوران مک‌کارتیسم، لویس استراوس، رئیس هیت مدیره کمسیون انرژی اتمی آمریکا (AEC) که شواهدی بر جاسوسی شوروی از برنامه اتمی آمریکا داشت و به‌سبب پیشینه چپ‌گرایانه اوپنهایمر و مخالفت‌هایش با توسعه اتمی آمریکا به‌ویژه توسعه بمب هیدروژنی، به او مشکوک بود یک دوره بازجویی یک‌ماهه از اوپنهایمر ترتیب داد و سرانجام، مجوز امنیتی او را لغو کرد.
از جمله اتهامات اوپنهایمر، کوتاهی او در لو دادن یکی از دوستان کمونیستش، Haakon Chevalier بود که به او پیشنهاد انتقال اطلاعات به شوروی داده‌ بود. لغو مجوز امنیتی اوپنهایمر، به‌معنای پایان همکاری او با دولت آمریکا در پروژه‌های سری بود. البته اوپنهایمر همچنان مدیر مؤسسه مطالعات پیشرفته ماند و به کارش ادامه داد.

## پایان کار
با به قدرت رسیدن دموکرات‌ها (جان اف کندی) و پایان دوران مک‌کارتیسم، جایزه انریکو فرمی که بالاترین عنوان از سوی وزارت انرژی ایالات متحده آمریکا بود در سال ۱۹۶۳ به اوپنهایمر داده‌ شد.
اوپنهایمر در ۱۸ فوریه ۱۹۶۷ در ۶۲ سالگی در خانه‌اش در پرینستون بر اثر سرطان حنجره درگذشت.

## فیلم و کتاب دربارهٔ زندگی اوپنهایمر
- سریال تلویزیونی اوپنهایمر ساخت ۱۹۸۰ از شبکهٔ بی‌بی‌سی، برنده سه بفتا شد.[۶]
- فیلم مستند فردای ترینیتی (The Day After Trinity) نامزد اسکار و برنده پیبادی شد.[۶]
- پرومته آمریکایی، پیروزی و تراژدی جی. رابرت اوپنهایمر نوشته کای بیرد و مارتین شروین، ۲۰۰۵، که ۲۰۰۶ برنده پولیتزر در زمینه زندگی‌نامه شده است.[۶]
- نویسنده آلمانی، هاینار کیپهارت، بر اساس بازجویی‌ها از اوپنهایمر، نمایش‌نامه قضیه رابرت اوپنهایمر (In der Sache J. Robert Oppenheimer) را در سال ۱۹۶۴ منتشر کرد.
- فیلم اوپنهایمر ساختهٔ کریستوفر نولان و با بازی کیلین مورفی در نقش اوپنهایمر، در سال ۲۰۲۳ اکران شد.[۷]